# Windows Media Player Legacy
Windows Media Player Legacy（ウィンドウズ メディア プレーヤー レガシー、略称WMP）は、マイクロソフトが開発しているメディアプレーヤーである。
Windows Media PlayerはWindows 3.0 with Multimedia ExtensionsからWindows 11にかけての標準のメディアプレイヤーであった。Windows 11においては2022年、Grooveミュージックの後継ソフトが「メディア プレーヤー」としてリリースされ、標準のメディアプレイヤーとなったことに伴い、Windows Media Playerはレガシー扱いとなり「Windows Media Player Legacy」と改名して提供されている。

## 概要
Windows Media Playerの原型である「Microsoft Media Player」は当初Windows 3.0の頃にマルチメディアエクステンションを追加することで実装され、Windows 3.1以降ではオペレーティングシステム (OS) 標準で付属している。その機能を拡張する形で「Windows Media Player」がWindows 95/NT 4.0以降で別途配布されるようになり、Windows 2000以降で標準搭載されるようになった。バージョンを重ねる毎に操作性や再生できるマルチメディアファイルの拡張、インターネット接続によるストリーミング再生、デジタル著作権管理 (DRM) の対応などを行い、今日に至っている。
ブロードバンド環境の普及に伴い、映画やアニメなどのストリーミング配信にもWindows Media Playerを採用するウェブサイトは多く存在している。しかし、著作権の保護を目的として映像にDRMを導入しているケースが多く、DRMが導入されている作品を鑑賞するには最新バージョンを利用することが要求されている。そのため、最新バージョンを利用できないWindows XPより前のWindows（2000やMeなど）、Mac OSなどでは鑑賞できるコンテンツが制限される。
2004年、欧州委員会によってWindows XPなどのOSにWindows Media Playerがバンドルされていることが競争法に違反しているという判断がなされ、マイクロソフトは要求を受けてWindows XP Home Edition/ProfessionalからWindows Media Playerが除かれたHome Edition N及びProfessional Nを発売した。
また、2006年には韓国でも公正取引委員会から独占禁止法違反だと裁定され、マイクロソフトはMedia Player及びインスタントメッセンジャーサービス機能を削除したWindows XP KN/Kを発売することを決めた。

## 機能
Windows Media Player 6.4以前の初期のバージョンでは単にメディアファイルを再生する機能しか用意されていなかった。しかし、ブロードバンド環境の普及に伴い、Windows Media Player 7からブロードバンドコンテンツの再生やジュークボックスによる一元管理機能、音楽CDからの音楽取り込み機能などが搭載された。
ただし、幾分機能が追加されている事もあり、環境にもよるが動作は多少重めである。また、Windows XP（Windows XP Media Center Editionを除く）以前や、Windows Vistaの消費者向けの下位エディションおよびビジネス向けエディションや、Windows 7であっても下位エディションではMPEG-2デコーダおよびWindows Media Centerを標準で搭載していないためDVD-Videoの再生ができない。なお、Blu-ray Discをはじめとする第3世代光ディスクなどの再生に関してはすべてのバージョンで非対応。これら非対応の光ディスクを再生する場合、Windows Media Playerのほかに、サードパーティに含まれるMPEG-2デコーダが必要となる。なお、これらであってもメーカー製パソコンでは、PowerDVDやWinDVDなどのデコーダがバンドルされていることが多い。

### Microsoft 楽曲データベース
Windows Media Player 7より、オンライン接続によってアルバム情報をマイクロソフトの管理するデータベースから取得するサービスが始まった。しかしながら、ユーザー登録による誤情報が多く、更には作品のメーカーであっても優先的に情報を修正できないなど、問題点も多い。

## Windows 版

### Microsoft Media Player 3.x - 5.x
Windows Media PlayerでないWindows従来のMicrosoftメディアプレーヤーは、Windows 3.1/95/98およびNTに標準的に搭載されていたメディアプレイヤーソフトである。マルチメディアエクステンションの導入でWindows 3.0にも追加できたほか、後述のように少なくともWindows XPやWindows Server 2003の頃までは搭載されていた。バージョン番号は基本的にこれらのWindowsのバージョン（すなわち3.x - 5.x）に対応しているが、Video for Windows (VfW) を追加したWindows 3.1では例外的に3.15が与えられた。実際Windows 3.1ではVfWの追加により95以降のメディアプレーヤーに似た外見になったほか、いくつかのオーディオ・ビデオ関連コーデックが追加され、別ウィンドウで映像の再生に対応するなど機能が強化された。
Windows 95/NT 4.0以降でWindows Media Player 6以降が搭載されている場合、Windows従来のMicrosoftメディアプレーヤーは直接目にする機会が無くなった。しかしXPの頃までは「mplayer.exe」（9x系）や「mplay32.exe」（NT/2000/XP）のファイル名で付属していたため、Windows Media Playerとは別に、従来のMicrosoftメディアプレーヤーを実行することができた。Windows Media Player 6.4を導入すると標準ではオーディオCDの再生に対応しなくなるが、従来のMicrosoftメディアプレーヤーを起動すればオーディオCDも再生できた。ただし後のバージョンのWindows Media Playerのようなデジタル再生には対応していないため、CD-ROMドライブのオーディオ出力をサウンドボードに接続しておく必要があった。

### Windows Media Player 6
Windows 2000に標準搭載。後述のようにWindows MeやXPにも標準搭載されている。Windows 95/98/NT 4.0向けに単体配布もされた。特にInternet Explorer 5.5や6にはコンポーネントの一部として付属しており、Internet Explorer (IE) のインストールと同時にインストールできた。
Windows Media Player 6.4ではCOM (Component Object Model) やActiveXのリファレンス実装としての側面が強く、Visual Basic等の開発言語から容易に部品として利用できるようになったという点が主たる変更点であり、一般利用者向けの機能面ではあまり多くの変更点を見受けられないものとなっている。Visual Basic等から容易に利用できるようになったため、雑誌等の付録CD-ROMにおいて独自のメニュープログラムを用いて収録している動画等の再生や、ゲームソフトの動画部分の再生などに広く採用されたため、これらの媒体を利用するにあたり、まず初めに当時最新であったWindows Media Player 6.4のインストールを確認する事が一般化し、爆発的に普及、最新版への更新を施すこととなった。
なおWindows Media Player 6.4のように、最新のWindows Media技術に対応していない旧式のWindows Media Playerであってもコーデックプログラムをインストールすれば、WMP9対応のメディアファイルを再生できることがある。しかし6.0以前のメディアプレーヤではMP3などサポートされないコーデックも多かったため、こうしたマルチメディアファイルを利用するためにもWindows Media Player 6.4のインストールは必須だった。これはWindows Media Player 6.4を利用できない旧OS（Windows 3.1/NT 3.51など）の差別化にも繋がった。
Windows Media Player 6.4は最新のWindows Media Playerとは別個に存在しているため、それぞれを独立して動作させる事もできるが、元々同じ仕様のソフトなのでその場合は拡張子の関連付け等はきちんと区別しておかないと競合を起こして混乱をもたらす可能性がある。最新版のWindows Media Playerの本体 (wmplayer.exe) と同じフォルダにある「mplayer2.exe」を実行するか、「ファイル名を指定して実行」で「mplayer2」と入力すれば起動することができる。なおWindows Vistaからは削除された。

### Windows Media Player 7
Windows Meに標準搭載。Windows 98および2000向けに単体配布もされた。それまでのWindows Media Player 6.4と比べ、外見が大きく変更され様々な機能拡張が行われた。オーディオCDの再生機能が復活したほか、ラジオチューナー、再生リストやポータブルデバイスへの音楽コピーなどにも標準で対応している。またInternet Explorerでメディアバー機能を利用できるようになった。
Windows 95でも、初期のWindows Media Player 7であれば（互換性が無い旨の警告が出るものの）インストール・動作は一応可能になっていた。この初期版Windows Media Player 7はNT 4.0にもインストールできたが、正常動作はしなかった。Windows Media Player 7.1以降は95/NT4.0いずれもインストール自体ができないようになっている。
なお、初期のMedia Player 7系は同梱のCDライティングツールに不具合があり、Windows 2000にインストールするとシャットダウン時に止まってしまう、再起動後に起動途中のエラーから再起動の無限ループに陥るなどの障害を引き起こしていた。

### Windows Media Player for Windows XP（WMP8）
Windows XP（初期版及びSP1）に標準搭載。外見はWMP9とほぼ同様だが、配色がやや異なる。Windows 2000以前用には提供されておらず、単体での配布も行われていない。

### Windows Media Player 9
Windows XP Service Pack 2に標準搭載。Windows XP SP1以前向けとWindows 98SE、2000、Me向けの2種類が用意されている。このバージョンからSecond Editionの付かない初期のWindows 98は対象外になった。Windows 98SE、2000、Me版のWindows Media Player 9はWindows XP専用版に比べて使用できる機能が制限されている（実際は同一の実行ファイルでOSを判別して機能制限をかけているだけであるため、保証対象外ではあるがXPより以前のバージョンで機能制限を解除する方法もある）。
Windows Media Player 7で追加されたメディアバー機能はWindows Media Player 9でも利用できるが、「Windows XP Service Pack 2 セキュリティ強化機能搭載」で機能を廃止しWindows Media Playerに機能を統合しているためSP2のインストールされたパソコン及びWindows Media Player 10でこの機能は利用できない。

### Windows Media Player 10
Windows Media Player 9の次のバージョン。Windows XP Media Center Edition 2005に標準搭載。Windows XP SP2及びWindows Server 2003向けにも提供されている。このバージョンよりWindows XP SP1およびWindows 2000以前のOSにはサポート対象外となった。新機能としては、CDから直接MP3ファイルへのリッピングが可能となった。またアイコンが前バージョンと比較して、金属的な色合いに変化している。

### Windows Media Player 11
Windows Vistaに標準搭載され、Windows XP Service Pack 2向けも用意されている。Windows Media Player 10よりもグラフィカルになった。また、Windows Vista向けとWindows XP向けではアイコンが異なっている。64ビット版OSには32ビット版と64ビット版のWMPが付属するが、既定で32ビット版のWMPが使用されるようになっている。Windows Vistaで標準対応したHD DVDの再生には非対応。

### Windows Media Player 12
Windows 7以降のWindows（RTを除く）に標準搭載されている。しかし、Windows Vista以前のOSには提供されていない。Windows Media Player 11からの新機能は、プレイビューとライブラリを完全隔離の形となっている。インターフェイスはWindows Media Player 11よりも変わったが操作はそれほど変わらない。そのほか、MPEG-4とAVCHDのコーデックを標準搭載し、MPEG-4 ASP（DivXやXvidなど）やH.264などを追加コーデックなしで再生できるようになり、Windows 10ではFLACとALACの再生と取込、更にハイレゾリューションオーディオ（ハイレゾ）品質のオーディオファイルの超高音質再生に標準で対応した。ただし対応コーデックであってもそれを内包しているコンテナフォーマットがFlash Video (FLV) やMatroska (MKV) 等の未対応のものなら、スプリッターを別途インストールする必要がある。なお、Windows 7向けに限りDVDの再生に対応するが、BDの再生には対応していない。アイコンは、ほぼバージョン11と変わらないが、水色の部分がバージョン11よりも若干薄くなり薄水色になっている。オーディオCD書き込みは出荷時にはファイルの録音レベルを均一にする「トラック全体にボリューム調整を適用する」やトラックとトラックの間の無音部分を除去する「トラック間のギャップなしでCDを書き込む」にチェックが入っているため従来どおり必要無い場合チェックを外す必要がある。

## Mac OS 版
Mac OS版のWindows Media Playerも公開されていた。Windows版と異なり、Windows Mediaの再生に特化した単純な再生機能およびウェブブラウザに対するプラグイン機能のみを備えていた。Mac OS Xに対応したバージョンとClassic Mac OSに対応した二つのバージョンがあり、後者はWindows Media 9に対応していない。
2006年1月にマイクロソフトはWindows Media Player 9 for Mac OS XをもってMac OS向けWindows Media Playerの開発を終了することを発表した。その後もバージョンアップやメンテナンスは行われないものの公開は継続されていたが、現在ではダウンロードができなくなっておりFlip4Mac WMV Playerのみ公開されている。
一方で、直接の後継ではないが、2007年9月6日（日本時間）にMac OS Xに対応したMicrosoft Silverlight 1.0がマイクロソフトからリリースされた。Windows Media Playerとは関係のない独立したコンポーネントだが、Windows Media Audio、Windows Media Videoコンテンツの再生をサポートしている。 2008年10月14日（日本時間）に2.0がリリースされたが、PowerPCには対応しないためDRM動画の鑑賞はインテル製のCPUを搭載したMacintoshでしか出来ない。

## バージョン表
| バージョン                                                                               | リリース日               | 対応OS                                                             |                        |                        |
| Microsoft Media Player                                                                   | Microsoft Media Player   | Microsoft Media Player                                             | Microsoft Media Player | Microsoft Media Player |
| ---------------------------------------------------------------------------------------- | ------------------------ | ------------------------------------------------------------------ | ---------------------- | ---------------------- |
| Media Player 3.0（Windows 3.0 with Multimedia Extensions）                               | 1991年                   | Windows 3.0                                                        |                        |                        |
| Media Player 3.1                                                                         | 1992年                   | Windows 3.1                                                        |                        |                        |
| Media Player 3.15（Video for Windowsをインストール時）                                   | 1992年                   | Windows 3.1                                                        |                        |                        |
| Media Player 4.00                                                                        | 1995年                   | Windows 95                                                         |                        |                        |
| Media Player 4.10                                                                        | 1998年                   | Windows 98（SE）                                                   |                        |                        |
| Media Player 4.9                                                                         | 2000年                   | Windows Me                                                         |                        |                        |
| Media Player 5.0                                                                         | 1999年                   | Windows 2000                                                       |                        |                        |
| Media Player 5.1                                                                         | 2001年                   | Windows XP                                                         |                        |                        |
| Media Player 5.2                                                                         | 2003年                   | Windows Server 2003                                                |                        |                        |
| Windows Media Player in Windows 9x / Windows NT                                          |                          |                                                                    |                        |                        |
| Windows Media Player 6.1                                                                 | 1998年6月                | Windows 98 Windows 95                                              |                        |                        |
| Windows Media Player 6.4                                                                 | 1999年11月               | Windows XPWindows 2000Windows NT 4.0Windows MeWindows 98Windows 95 |                        |                        |
| Windows Media Player 7.0                                                                 | 2000年7月2000年9月（Me） | Windows 2000Windows MeWindows 98Windows 95（サポート外）           |                        |                        |
| Windows Media Player 7.1                                                                 | 2001年5月                | Windows 2000Windows MeWindows 98                                   |                        |                        |
| Windows Media Player for Windows XP                                                      | 2001年11月               | Windows XP RTM・SP1                                                |                        |                        |
| Windows Media Player 9 Series                                                            | 2003年1月                | Windows Server 2003Windows XPWindows 2000Windows MeWindows 98 SE   |                        |                        |
| Windows Media Player 10                                                                  | 2004年10月               | Windows Server 2003 SP2Windows XP                                  |                        |                        |
| Windows Media Player 11                                                                  | 2007年1月                | Windows Server 2008Windows VistaWindows XP SP2・SP3                |                        |                        |
| Windows Media Player 12                                                                  | 2009年10月               | Windows 11Windows 10Windows 8（Windows RTは非搭載）Windows 7       |                        |                        |
| Windows Media Player Mobile（Windows CE, Windows Mobile, Windows Phone, Pocket PC, etc） |                          |                                                                    |                        |                        |
| Windows Media Player                                                                     | 2000年                   | Handheld PC                                                        |                        |                        |
| Windows Media Player 1.2                                                                 | 2000年                   | Palm-size PC                                                       |                        |                        |
| Windows Media Player 7                                                                   | 2000年                   | Pocket PC                                                          |                        |                        |
| Windows Media Player 8                                                                   | 2002年                   | Pocket PC（ver.2002 & Smartphone）                                 |                        |                        |
| Windows Media Player 9 Series                                                            | 2003年                   | Windows Mobile 2003Windows Mobile 2003 SE                          |                        |                        |
| Windows Media Player 10                                                                  | 2005年                   | Windows Mobile 6.0Windows Mobile 5.0Windows Mobile 2003 SE         |                        |                        |
| Windows Media Player 11                                                                  | 2008年                   | Windows Phone 7Windows Mobile 6.1Windows Mobile 6.5x               |                        |                        |
| Windows Media Player for Macintosh                                                       |                          |                                                                    |                        |                        |
| Windows Media Player 6.3                                                                 | 2000年                   | Mac OS 8Mac OS 7                                                   |                        |                        |
| Windows Media Player 7                                                                   | 2001年                   | Mac OS 9Mac OS 8                                                   |                        |                        |
| Windows Media Player 9 Series                                                            | 2003年                   | macOS                                                              |                        |                        |
| Windows Media Player for Solaris                                                         |                          |                                                                    |                        |                        |
| Windows Media Player 6.3                                                                 | 2000年                   | Solaris                                                            |                        |                        |

## 再生可能なファイル形式
- 音声ファイル：wma、mp3、wav、m4a等の様々なコーディングの再生が可能。但し一部プラグインの追加が必要な物や、WMPバージョンにより再生不可なものもある。
- 動画ファイル：wmv、avi等のコーディングに対応。プラグイン追加等でさまざまな形式に対応できる。